# Movimento Patriottico per la Salvaguardia e la Restaurazione
Il Movimento Patriottico per la Salvaguardia e la Restaurazione (in francese Mouvement patriotique pour la sauvegarde et la restauration), acronimo MPSR, è la giunta militare al governo del Burkina Faso, a seguito del colpo di Stato in Burkina Faso del gennaio 2022.

## Storia
Originariamente era guidato dal tenente colonnello Paul-Henri Sandaogo Damiba, che però è stato rovesciato da membri della giunta dissidenti durante il colpo di Stato in Burkina Faso del settembre 2022. Al suo posto, il capitano Ibrahim Traoré è stato insediato come figura di riferimento. A parte Traoré e Sorgho (portavoce ufficiale del gruppo), gli altri membri dell'MPSR non sono noti al pubblico.